# Henry Huntington
Henry Huntington (* 28. Mai 1766 in Norwich, New London County, Colony of Connecticut; † 1846 in Rome, Oneida County, New York) war ein US-amerikanischer Rechtsanwalt, Geschäftsmann und Politiker.

## Geschäftsleben
Henry Huntington besuchte das Dartmouth College, wo er 1783 seinen Abschluss macht und ergriff dann die Tätigkeit als Rechtsanwalt, gab diese aber schon bald aus wirtschaftlichen Gründen wieder auf. Er gründete ein Unternehmen in New York und hatte auch einen Anteil an der Gesellschaft „Geo. Huntington & Co.“ in Rome (New York). In der nachfolgenden Zeit galt sein größtes Interesse der Grundstücksspekulation. Er zog bald nach Rome, wo er den Rest seines Lebens als erfolgreicher Geschäftsmann verbrachte. Er wurde zum Präsidenten der Bank von Utica gewählt. Er hatte diese Stellung bis zu seinem Rücktritt, kurz vor seinem Tod, inne und gab sie nur wegen seines schlechten Gesundheitszustandes auf, der ihn daran hinderte, Utica wöchentlich zu besuchen.
Er war mit Catharine Mary Havens (1771–1839) verheiratet.

## Politische Laufbahn
Henry Huntington war auch in der Politik des Bundesstaates New York engagiert. Von 1805 bis 1807 war  er Mitglied im Senat von New York. In dieser Zeit war er 1806 auch Mitglied des „Council of Appointments“. 1816 bis 1817 war er Mitglied der New York State Assembly. Huntington war 1821 Mitglied der verfassunggebenden Versammlung, welche die Staatsverfassung von New York überarbeitete. Ferner war er bei den beiden Präsidentschaftswahlen von 1808 und 1812 als Präsidentschaftswahlmann tätig. Er kandidierte auch 1822 und 1826 erfolglos um das Amt des Vizegouverneurs von New York.